# UD트럭 크로너
UD트럭 크로너(영어: UD Truck Croner, 일본어: UD・クローナー)는 일본 UD 트럭사가 생산하는 대형 트럭으로 2017년에 출시되었다. UD트럭 퀘스터, UD트럭 쿠제와 마찬가지로 개발도상국 전략 차종이기 때문에 일본 시장에서 판매하지 않는다.

## 라인업
- LKE : 12톤 ~ 14톤
- MKE : 10.4톤 ~ 11톤
- PKE : 15톤 ~ 17톤

## 같이 보기
- UD트럭
- 닛산 디젤 큐온
- UD트럭 퀘스터
- UD트럭 쿠제
- UD트럭 카제트
- UD트럭 SLF